# Бург Ройланд
Бург Ройланд (на немски: Burg-Reuland) е селище в Югоизточна Белгия, окръг Вервие на провинция Лиеж. Населението му е около 3900 души (2006).